# Laboratorio Metalúrgico

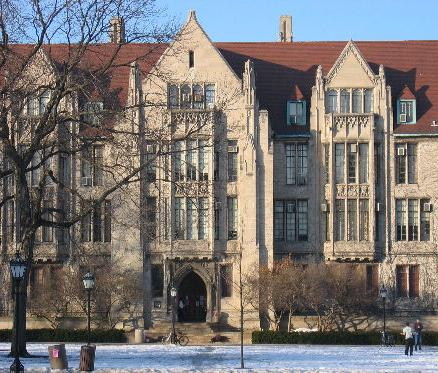
El edificio Eckhart Hall de la Universidad de Chicago se utilizó como sede de las oficinas administrativas del Proyecto Metalúrgico

El Laboratorio Metalúrgico (o Met Lab) fue un laboratorio científico de la Universidad de Chicago que se creó en febrero de 1942 para estudiar y utilizar el elemento químico plutonio recién descubierto. Allí se investigó la química y la metalurgia del plutonio, se diseñaron los dos primeros reactores nucleares del mundo para producirlo y se desarrollaron procesos químicos para separarlo de otros elementos. En agosto de 1942, la sección química del laboratorio fue la primera en separar químicamente una muestra pesable de plutonio, y el 2 de diciembre de 1942, el Met Lab produjo la primera reacción nuclear en cadena controlada, en el reactor Chicago Pile-1, que se construyó bajo las gradas del antiguo estadio de fútbol de la universidad, el Stagg Field.
El Laboratorio Metalúrgico se creó como parte del Proyecto Metalúrgico, también conocido como Proyecto "Pila" o "X-10", dirigido por el profesor de Chicago Arthur H. Compton, galardonado con el Premio Nobel. A su vez, éste formaba parte del Proyecto Manhattan, el esfuerzo de Estados Unidos para desarrollar la bomba atómica durante la Segunda Guerra Mundial. El Laboratorio Metalúrgico fue dirigido sucesivamente por Richard L. Doan, Samuel K. Allison, Joyce C. Stearns y Farrington Daniels. Entre los científicos que trabajaron allí se encontraban Enrico Fermi, James Franck, Eugene Wigner y Glenn Seaborg. En su punto álgido, el 1 de julio de 1944, contaba con 2.008 empleados.
Poco después, el laboratorio trasladó el reactor Chicago Pile-1 a un lugar más alejado, en Argonne Forest, donde se utilizaron sus materiales originales para construir un reactor Chicago Pile-2 mejorado que se emplearía en nuevas investigaciones sobre los productos de la fisión nuclear. A principios de 1944 se construyó en Argonne otro reactor, el Chicago Pile-3. Fue el primer reactor del mundo que utilizó agua pesada como moderador de neutrones. Alcanzó la crítica en mayo de 1944 y funcionó por primera vez a plena potencia en julio de 1944. El Laboratorio Metalúrgico también diseñó el Reactor de grafito X-10 en la Clinton Engineer Works en Oak Ridge, Tennessee, y el Reactor B en la Hanford Engineer Works en el estado de Washington.
Además del desarrollo de reactores, el Laboratorio Metalúrgico estudió la química y la metalurgia del plutonio y colaboró con DuPont para desarrollar el proceso de fosfato de bismuto utilizado para separar el plutonio del uranio. Cuando se tuvo la certeza de que los reactores nucleares utilizarían materiales radiactivos a escala gigantesca, surgió una gran preocupación por los aspectos sanitarios y de seguridad, y el estudio de los efectos biológicos de la radiación cobró mayor importancia. Se descubrió que el plutonio, al igual que el radio, se deposita en los huesos y otros órganos, lo que lo hacía especialmente peligroso. El Laboratorio Metalúrgico se convirtió en el primero de los laboratorios nacionales del Departamento de Energía de Estados Unidos, el Laboratorio Nacional Argonne, creado el 1 de julio de 1946.  El trabajo del Met Lab también condujo a la creación del Instituto Enrico Fermi y del Instituto James Franck en la universidad.

## Orígenes
El descubrimiento de la fisión nuclear en el uranio por los químicos alemanes Otto Hahn y Fritz Strassmann en diciembre de 1938, y su posterior explicación teórica (y denominación) por Lise Meitner y Otto Frisch muy poco después, abrió la posibilidad de que los neutrones producidos por la fisión pudieran crear una reacción nuclear en cadena controlada. En la Universidad de Columbia, Enrico Fermi y Leo Szilard empezaron a estudiar la forma de conseguirlo. En agosto de 1939, Szilard redactó una carta confidencial al presidente de los Estados Unidos, Franklin D. Roosevelt, advirtiéndole de la posibilidad de un proyecto de arma nuclear alemana, y convenció a su viejo amigo y colaborador Albert Einstein para que la firmara junto a ellos. El resultado fue el apoyo del gobierno estadounidense a la investigación de la fisión nuclear.
En abril de 1941, el National Defense Research Committee (NDRC), pidió a Arthur Compton, profesor de física de la Universidad de Chicago, galardonado con el Premio Nobel, que informara sobre el programa del uranio. Niels Bohr y John Wheeler teorizaron que los isótopos pesados con número atómico impar, como el plutonio-239, eran fisibles. Emilio Segrè y Glenn Seaborg en la Universidad de California produjeron 28 μg de plutonio en el ciclotrón de 60 pulgadas que había allí en mayo de 1941, y descubrieron que tenía una sección transversal de captura de neutrones térmicos que era 1,7 veces mayor que la del uranio-235. Aunque se podían crear cantidades mínimas de plutonio-239 en ciclotrones, no era factible producir una gran cantidad de esta manera. Compton consultó con Eugene Wigner de la Universidad de Princeton sobre cómo podría producirse plutonio en un reactor nuclear, y con Robert Serber de la Universidad de Illinois sobre cómo podría separarse químicamente el plutonio producido en un reactor del uranio del que procedía.
El 20 de diciembre, poco después del ataque japonés a Pearl Harbor que llevó a Estados Unidos a la guerra, Compton fue puesto a cargo del proyecto del plutonio. Sus objetivos eran fabricar reactores para convertir el uranio en plutonio, encontrar la forma de separar químicamente el plutonio del uranio y diseñar y construir una bomba atómica.{sfn|Anderson|1975|p=82}} Aunque aún no se había construido un reactor con éxito, los científicos ya habían elaborado varios conceptos de diseño diferentes pero prometedores. Correspondió a Compton decidir cuál de ellos debía llevarse a cabo. Compton propuso un ambicioso programa para lograr una reacción nuclear en cadena controlada en enero de 1943 y disponer de una bomba atómica en enero de 1945.
Compton pensaba que tener equipos en Columbia, Princeton, la Universidad de Chicago y la Universidad de California creaba demasiada duplicación y poca colaboración, y decidió concentrar el trabajo en un solo lugar. Nadie quería trasladarse y cada uno defendía su propia ubicación. En enero de 1942, poco después de que Estados Unidos entrara en la Segunda Guerra Mundial, Compton decidió concentrar el trabajo en su propio emplazamiento, la Universidad de Chicago, donde sabía que contaba con el apoyo incondicional de la administración universitaria, mientras que Columbia estaba inmersa en los esfuerzos de enriquecimiento de uranio y dudaba en añadir otro proyecto secreto. Otros factores que contribuyeron a la decisión fueron la ubicación central de Chicago y la disponibilidad de científicos, técnicos e instalaciones en el Medio Oeste que aún no habían sido arrebatados por los trabajos de guerra. La vivienda era más fácil de conseguir, y una ciudad del interior era menos vulnerable a los ataques enemigos.

## Personal
.

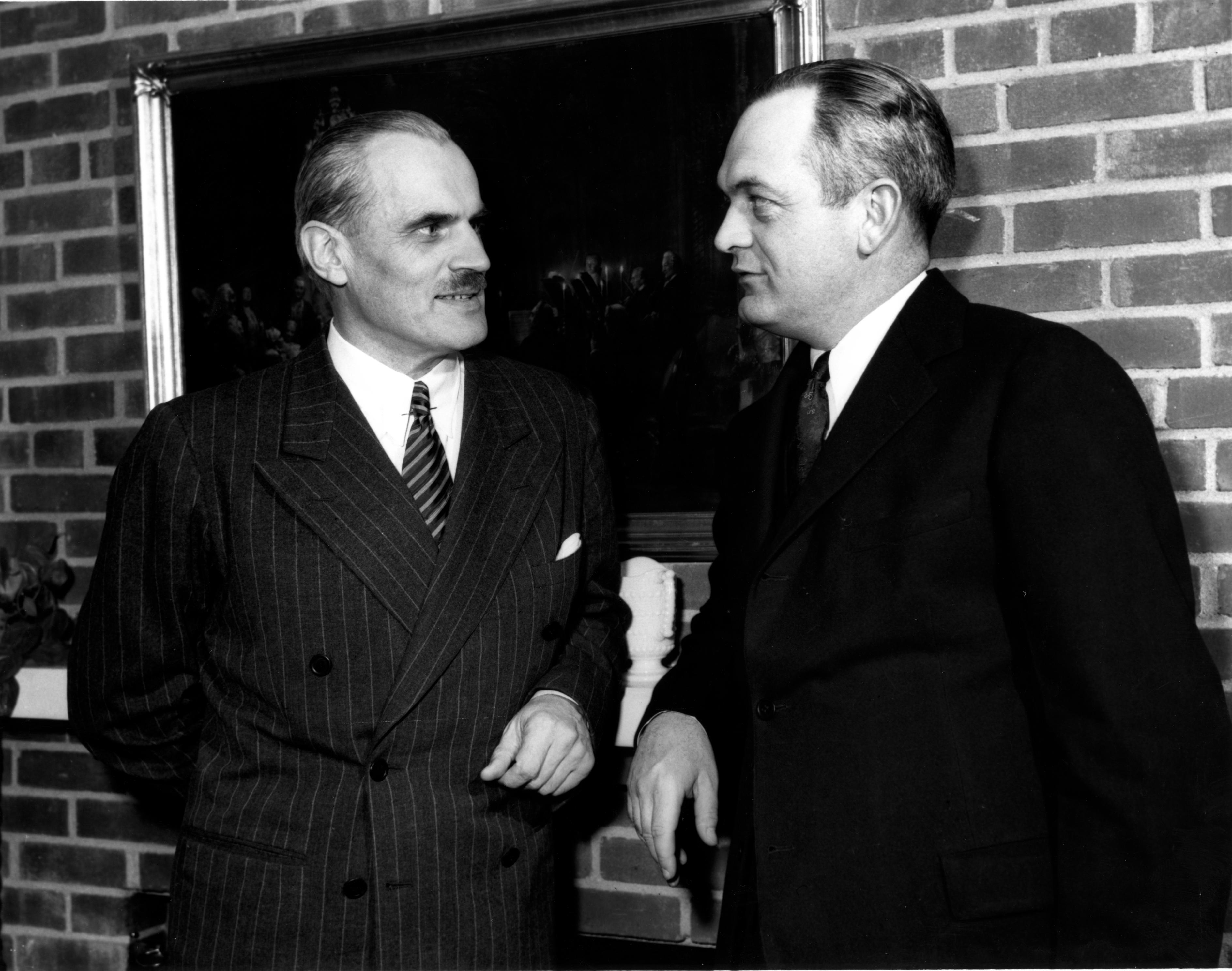
Arthur H. Compton (izquierda), jefe del Proyecto Metalúrgico, con Martin D. Whitaker, director de los Laboratorios Clinton

El nuevo establecimiento de investigación se constituyó en febrero de 1942, y recibió el nombre de "Laboratorio Metalúrgico" o "Met Lab". Se llevaron a cabo algunas actividades metalúrgicas reales, pero el nombre pretendía encubrir sus actividades. La Universidad de Chicago había estado considerando la posibilidad de crear un instituto de investigación sobre metales, y de hecho lo haría después de la guerra, por lo que su creación atrajo poca atención. El proyecto del plutonio de Compton pasó a conocerse como Proyecto Metalúrgico. El Laboratorio Metalúrgico estaba administrado por la Universidad de Chicago bajo contrato con la Oficina de Investigación Científica y Desarrollo (OSRD).
Más de 5.000 personas de 70 grupos de investigación participaron en el Proyecto Metalúrgico de Compton, también conocido como Proyecto "Pila" o "X-10", de los cuales unos 2.000 trabajaron en el Laboratorio Metalúrgico de Chicago.{ A pesar de los buenos salarios que se ofrecían, la contratación fue difícil. Había competencia por atraer a los científicos e ingenieros a otros proyectos relacionados con la defensa, y Chicago era una ciudad cara en comparación con otras ciudades universitarias.
Norman Hilberry fue director asociado del Proyecto Metalúrgico, y Richard L. Doan fue nombrado director del Laboratorio Metalúrgico. Aunque Doan fue un administrador capaz, tuvo dificultades para ser aceptado como jefe del laboratorio, ya que no era académico. El 5 de mayo de 1943, Compton le sustituyó por Samuel K. Allison, y nombró a Henry D. Smyth director adjunto. Inicialmente había tres grupos de física, dirigidos por Allison, Fermi y Martin D. Whitaker. Frank Spedding estaba a cargo de la División de Química. Más tarde le sucedió Herbert McCoy, y después James Franck. Compton puso a Robert Oppenheimer a cargo del esfuerzo de diseño de la bomba en junio de 1942. En noviembre de 1942, éste se convirtió en un proyecto independiente, conocido como Proyecto Y, que se encontraba en Los Álamos, Nuevo México.
Después de que el Cuerpo de Ingenieros del Ejército de los Estados Unidos se hiciera cargo del Proyecto Manhattan en agosto de 1942, el Distrito de Manhattan coordinó los trabajos. Desde el 17 de febrero de 1943, Compton dependía del director del Proyecto Manhattan, el General de Brigada] Leslie R. Groves, Jr., en lugar de la Sección S-1 de la OSRD. El Distrito de Manhattan asumió la plena responsabilidad del contrato del Laboratorio Metalúrgico el 1 de mayo de 1943. El capitán J. F. Grafton fue nombrado ingeniero del área de Chicago en agosto de 1942. Le sucedió el capitán Arthur V. Peterson en diciembre de 1942,  permaneciendo en el cargo hasta octubre de 1944. El capitán J. F. McKinley se convirtió en Ingeniero de Área de Chicago el 1 de julio de 1945.

## Edificios
Al principio, la mayoría de las instalaciones del Laboratorio fueron proporcionadas por la Universidad de Chicago. Los físicos ocuparon el espacio bajo las tribunas norte y oeste del estadio Stagg Field y en el Edificio de Servicios, donde había un ciclotrón. Los químicos ocuparon el Laboratorio George Herbert Jones y el Laboratorio Químico Kent. El grupo sanitario ocupó espacio en el Edificio de Anatomía, la Casa Drexel, el Hospital Billings y el Laboratorio Killis, y las oficinas administrativas se instalaron en el edificio Eckhart Hall. Szilard escribió más tarde que "la moral de los científicos casi podría trazarse en un gráfico contando el número de luces encendidas después de cenar en las oficinas de Eckhart Hall". Cuando el proyecto se quedó pequeño en Eckhart Hall, se trasladó al cercano Ryerson Hall. El Laboratorio Metalúrgico llegó a ocupar una superficie de 19.045 metros cuadrados  de espacio en el campus. Se realizaron reformas por valor de unos 131.000 dólares en los edificios ocupados por el laboratorio, pero la Universidad de Chicago también tuvo que hacer reformas para los usuarios desplazados por el laboratorio.

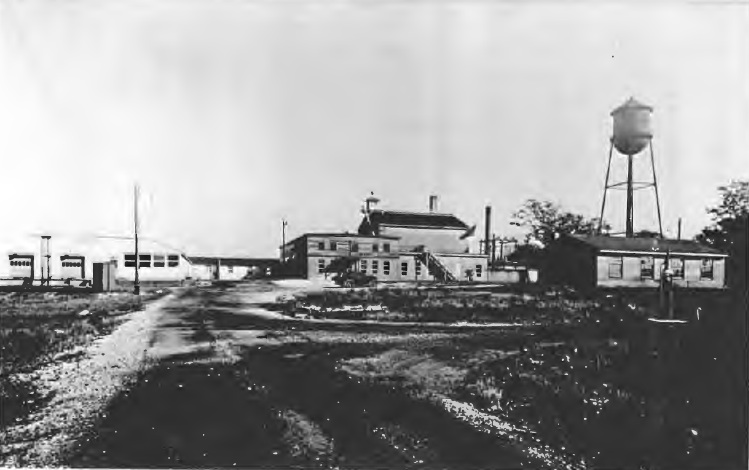
Laboratorio Argonne en el "Sitio A"

La Universidad de Chicago puso a disposición del distrito de Manhattan un terreno de 0,73 acres (0,3 ha) ocupado por pistas de tenis mediante un contrato de arrendamiento de un dólar, para la construcción de un nuevo edificio de química con 20 000 pies cuadrados (1858,1 m²) de espacio. Stone and Webster comenzaron las obras en septiembre de 1942 y se terminaron en diciembre. Pronto se descubrió que era demasiado pequeño y se añadió al contrato de arrendamiento una parcela adyacente de 0,85 acres (0,3 ha), en la que se construyó un anexo de 30 000 pies cuadrados (2787,1 m²) que se terminó en noviembre de 1943. A continuación se llevaron a cabo importantes obras en el sistema de ventilación para que el laboratorio pudiera trabajar con plutonio de forma más segura. En abril de 1943 se puso a disposición de la Universidad de Chicago un terreno que contenía una casa de hielo y establos. Conocido como Sitio B, fue remodelado para proporcionar 62 670 pies cuadrados (5822,2 m²) de laboratorios y talleres para los grupos de salud y metalurgia. En marzo de 1944 se alquiló al estado de Illinois el edificio del 124º Arsenal de Artillería de Campaña para disponer de más espacio y se alquilaron o construyeron unos 360 000 pies cuadrados (33 445,1 m²) de espacio, con un coste de 2 millones de dólares.
Por razones de seguridad, no era deseable ubicar las instalaciones para los experimentos con reactores nucleares en la densamente poblada ciudad de Chicago. Compton seleccionó un emplazamiento en Red Gate Woods, en Argonne Forest, parte del Distrito de Conservación Forestal del Condado de Cook (Illinois), aproximadamente a 20 millas (32,2 km) al suroeste del centro de Chicago, denominado Sitio o Emplazamiento A. El Departamento de Guerra arrendó 1088 acres (440,3 ha) de terreno allí al Condado de Cook para toda la duración de la guerra más un año adicional por un dólar. La construcción de las instalaciones, que incluían laboratorios y edificios de servicios y una carretera de acceso, comenzó en septiembre de 1942 y finalizó a principios de 1943. Compton nombró a Fermi primer director del Laboratorio Argonne.

## Desarrollo de los reactores

### Pila 1 de Chicago (CP-1)

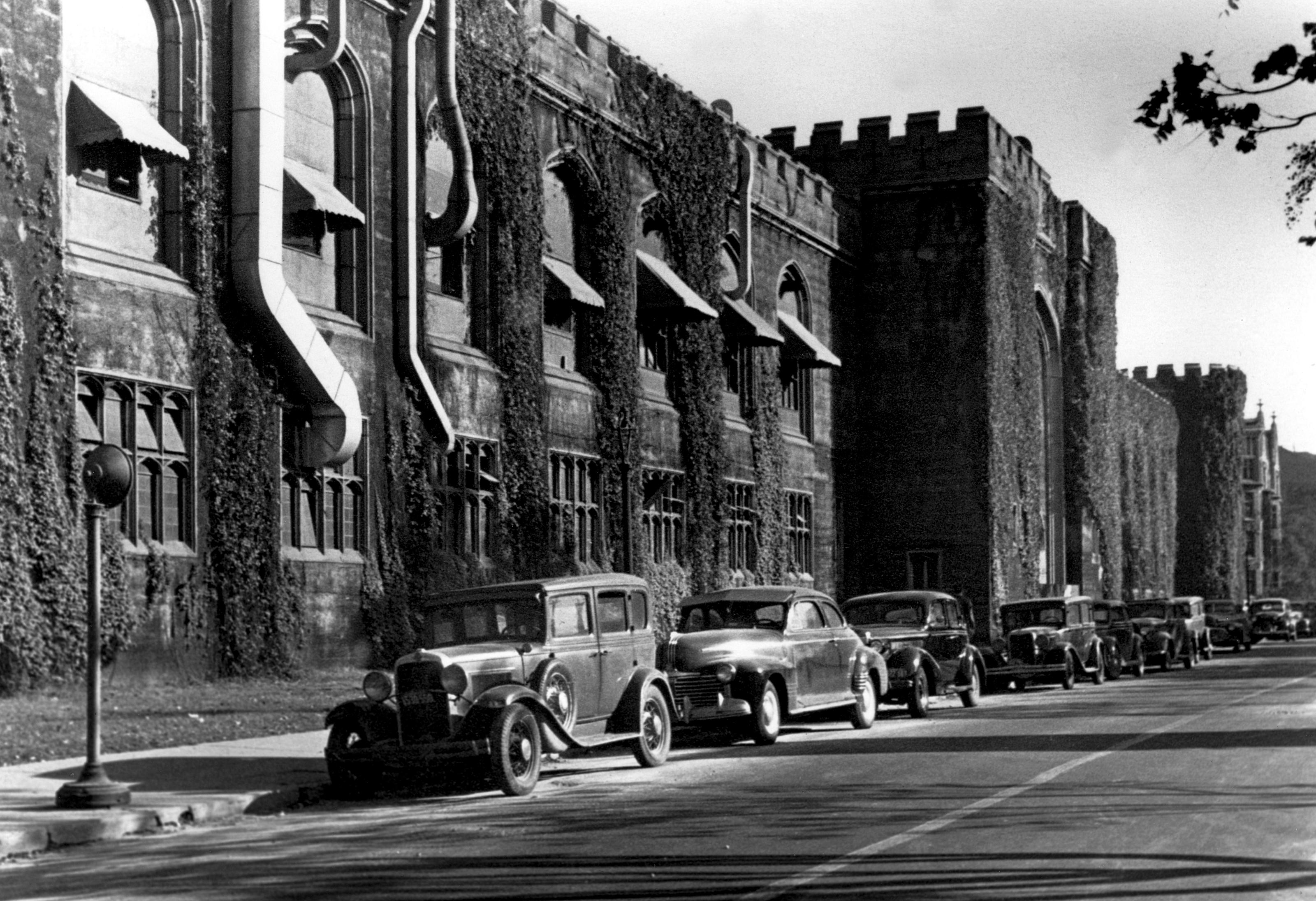
Estadio Stagg Field en la Universidad de Chicago, demolido en 1957

Entre el 15 de septiembre y el 15 de noviembre de 1942, grupos dirigidos por Herbert L. Anderson y Walter Zinn construyeron dieciséis reactores experimentales (conocidos en la época como "pilas" o "pilas de combustible") bajo las gradas del estadio Stagg Field. Fermi diseñó una nueva pila de uranio y grafito que podía llevarse a criticidad en una reacción nuclear controlada y autosostenida. La construcción de Argonne se retrasó debido a las dificultades de la empresa Stone & Webster para contratar suficientes trabajadores cualificados y obtener los materiales de construcción necesarios. Esto llevó a un conflicto laboral, en el que los trabajadores sindicados se enfrentaron a la contratación de mano de obra no sindicada. Cuando quedó claro que los materiales para la nueva pila de Fermi estarían disponibles antes de que se terminara la nueva estructura, Compton aprobó una propuesta de Fermi para construir la pila bajo las gradas del estadio Stagg Field.
La construcción del reactor, conocido como Chicago Pile-1 (CP-1), comenzó la mañana del 16 de noviembre de 1942. Los trabajos se realizaron en turnos de doce horas, uno diurno a cargo de Zinn y otro nocturno a cargo de Anderson. Una vez terminado, el armazón de madera sostenía una estructura elíptica de 6 m de altura, 1,8 m de anchura en los extremos y 7,6 m en el centro. Contenía 5,4 toneladas de uranio metálico, 45,4 toneladas de óxido de uranio y 362,9 toneladas de grafito, con un coste estimado de 2,7 millones de dólares. El 2 de diciembre de 1942, logró la primera reacción nuclear autosostenida controlada. El 12 de diciembre de 1942, la potencia del CP-1 aumentó a 200 W, suficiente para alimentar una bombilla. Al carecer de cualquier tipo de blindaje, suponía un peligro de radiación para todos los que se encontraban cerca. A partir de entonces, las pruebas continuaron con una potencia inferior de 0,5 W.